# Gerard Bouttats

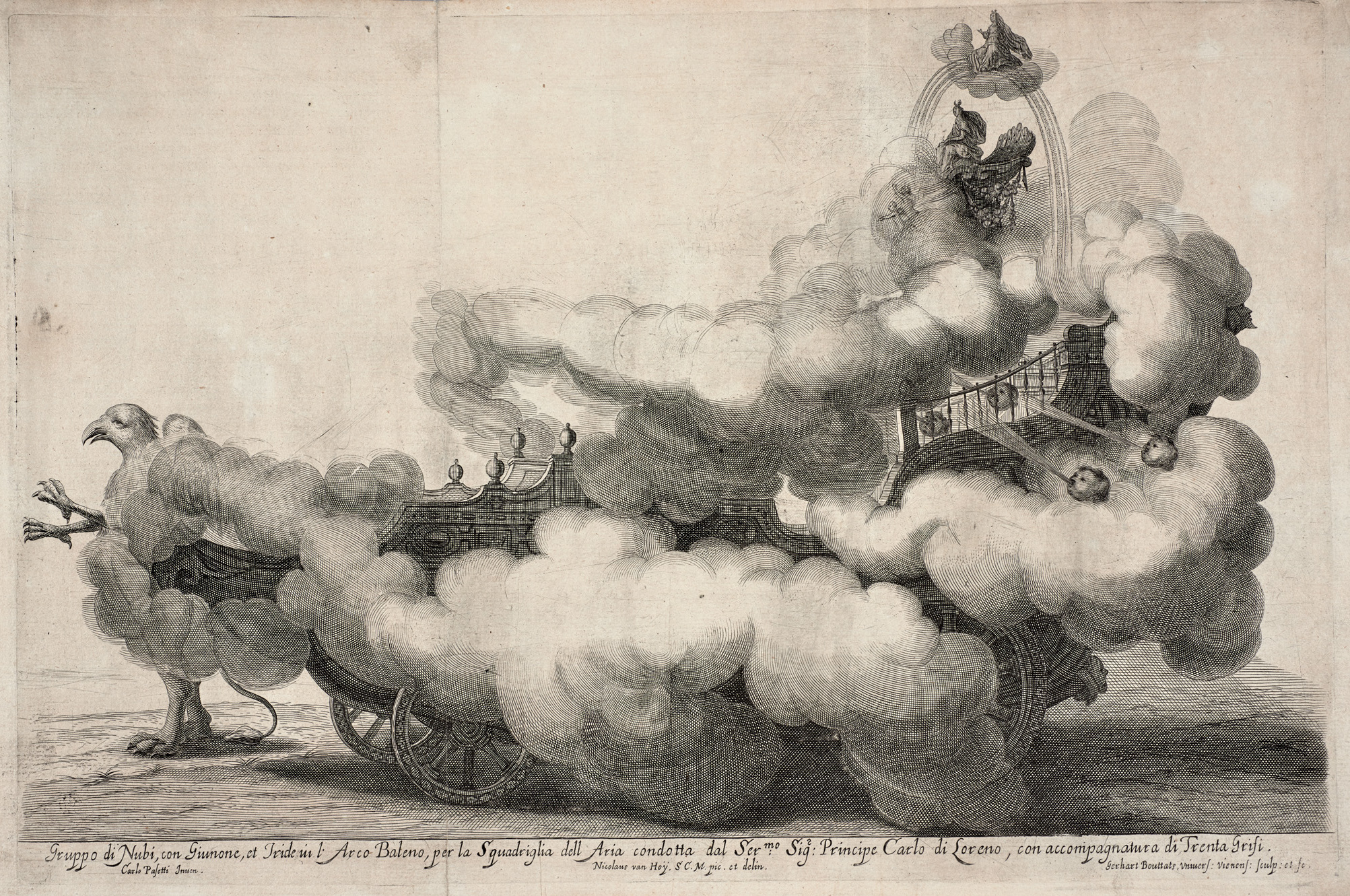
Carro de nubes con Juno e Isis en un arcoíris, grabado de Gerard Bouttats por dibujo de Nikolaus van Hoy e invención de Carlo Passeti de uno de los carros del ballet ecuestre celebrado en Viena en 1667 con motivo de la boda del emperador Leopoldo I y Margarita Teresa, con libreto de Francesco Sbarra, La contesa dell' aria e dell' acqua.

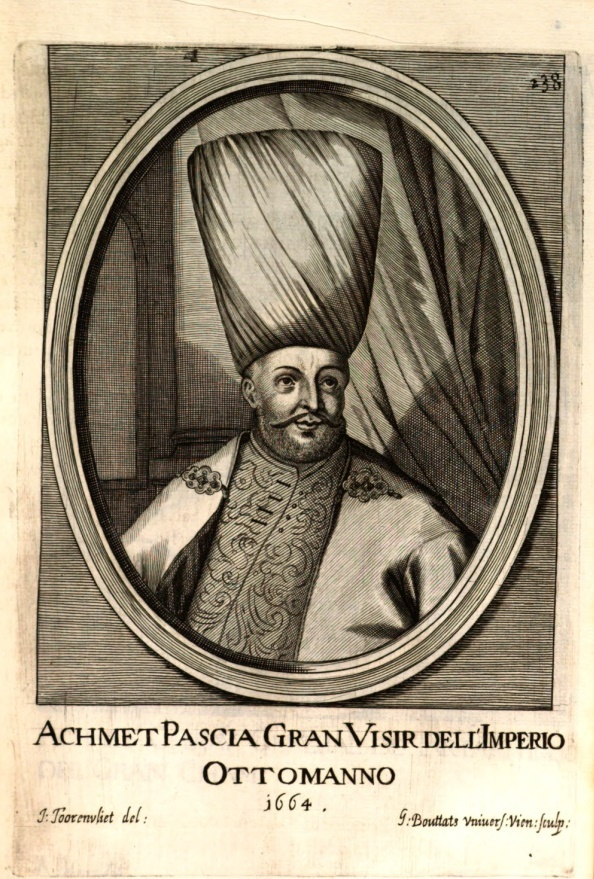
Achmet Pascia, 1664. Ilustración de la Historia di Leopoldo Cesare de Galeazzo Gualdo Priorato, Viena, 1670. Grabado de Gerard Bouttats por dibujo de Jacob Toorenvliet.

Gerard o Gerhaert Bouttats (Amberes, c. 1629-Viena, 1668/1703) fue un dibujante y grabador barroco flamenco establecido en Viena.

## Biografía y obra
Hijo de Frederik Bouttats I y de su segunda esposa, María de Weerdt, medio hermano de Frederik Bouttats II y hermano mayor de Gaspar Bouttats, según Michael Bryan, habría residido en Colonia en 1650/1651, antes de establecerse en Viena, donde en 1655 contrajo matrimonio, y trabajó como grabador de la Universidad, según hizo constar en las firmas de sus láminas.
Firmado simplemente «Gerhaert Bouttats f.», sin el título de grabador universitario con el que solía firmar en Viena, el retrato en su estudio del jesuita Thomas Dueller, autor de la oración fúnebre titulada Phoenix Austriacus, pronunciada en Viena en 1654 por Fernando IV, podría ser una de las primeras obras que hiciese en Viena y también de las más toscas. En 1658 fechó, ya como grabador universitario, el retrato de Luis de Benavides Carrillo, capitán general de los Países Bajos, y de fecha próxima ha de ser el Luis de Guzmán Ponce de León, gobernador del Estado de Milán. De otro género es la compleja alegoría del Purgatorio, firmada y fechada en 1661. Concebida como una fuente simbólica, en ella Cristo crucificado y su madre, desde las tazas superiores, alimentan con la sangre de sus heridas y la leche de sus pechos las ánimas de los atormentados.
La recepción en Viena de la infanta Margarita y el enlace matrimonial con su tío, el emperador Leopoldo I, dieron ocasión para la celebración de grandes festejos en los que se desplegó todo el esplendor barroco. Fuegos artificiales en los que se emplearon alrededor de 73 000 cohetes, el estreno de la ópera Il pomo d'oro, para el que se construyó un teatro de madera con capacidad para 1000 actores y 2000 espectadores, y un ballet ecuestre con 1300 figurantes coreografiado por Alessandro Carducci, contratado en Florencia con ese fin y premiado con el título de barón, fueron algunos de los festejos más celebrados, en los que también se invirtieron grandes cantidades en decorados efímeros y carros triunfales. Como uno de los principales objetivos de ese enorme gasto, en rivalidad con Luis XIV y su matrimonio con la hermana mayor de Margarita, era el propagandístico, se hizo publicidad de las fiestas por diversos medios, incluso antes de su celebración, y se publicaron libros ricamente ilustrados con estampas de gran tamaño. Entre ellos se hizo relación del ballet ecuestre por Francesco Sbarra, autor del libreto, publicada en italiano y alemán en varias ediciones con formatos diferentes entre 1667 y 1672, con el título La contesa dell' aria e dell' acqua: festa à cavallo rappresentata nell'augustissime nozze delle sacre, cesaree, reali M. M. dell' imperatore Leopoldo e dell' infanta Margherita dell’Espagne  (Sieg-Streit dess Lufft vnd Wassers). De las estampas se hicieron cargo los artistas de la corte: Jan van Ossenbeeck, Nikolaus van Hoy y Frans van der Steen. Bouttats, como pintor de la Universidad, firmó tres de los aguafuertes: la cabalgata, con la participación del mismo emperador, en cuatro hojas desplegables, el carro envuelto en nubes de Juno e Isis, siguiendo las invenciones escenográficas de Carlo Passeti, y la gruta de Vulcano.
Otro elemento de la propaganda imperial, profusamente ilustrado, fue la Historia di Leopoldo Cesare, Continente le cose piú memorabili successe in Europa dal 1656 al 1670, del conde Galeazzo Gualdo Priorato, publicada en Viena en tres tomos en tamaño folio entre 1670 —los dos primeros— y 1674, con una tirada de 1400 ejemplares. Ilustrada con cientos de grabados, son de Bouttats los retratos de Gregorio Gika, príncipe de Moldavia, Achmet Pascia, gran visir del Imperio otomano, Ismael Pascia, segundo comandante de su ejército y Hali Pascia, general del ejército otomano en Transilvania, los cuatro por dibujos del pintor flamenco Jacob Toorenvliet y fechados en 1664, además de los retratos de Antonio d'Aumont, mariscal de Francia y gobernador de París, del rey don Pedro de Portugal, fechado en 1668, y el de Bodano Chimielniski, general del ejército cosaco. Dos retratos más firmados por Gerard Bouttats, de Gioachino Passano, conde de Carinola, y de Bartolomeo di Passano, senador de Génova, salieron publicados en otra obra de Gualdo Priorato, Vite et azzioni di personaggi militari, e politici, Viena, 1674, ilustrada con numerosos grabados de diversas manos aunque muchos de ellos reutilizados.